# Rok Gallasů a Clam-Gallasů

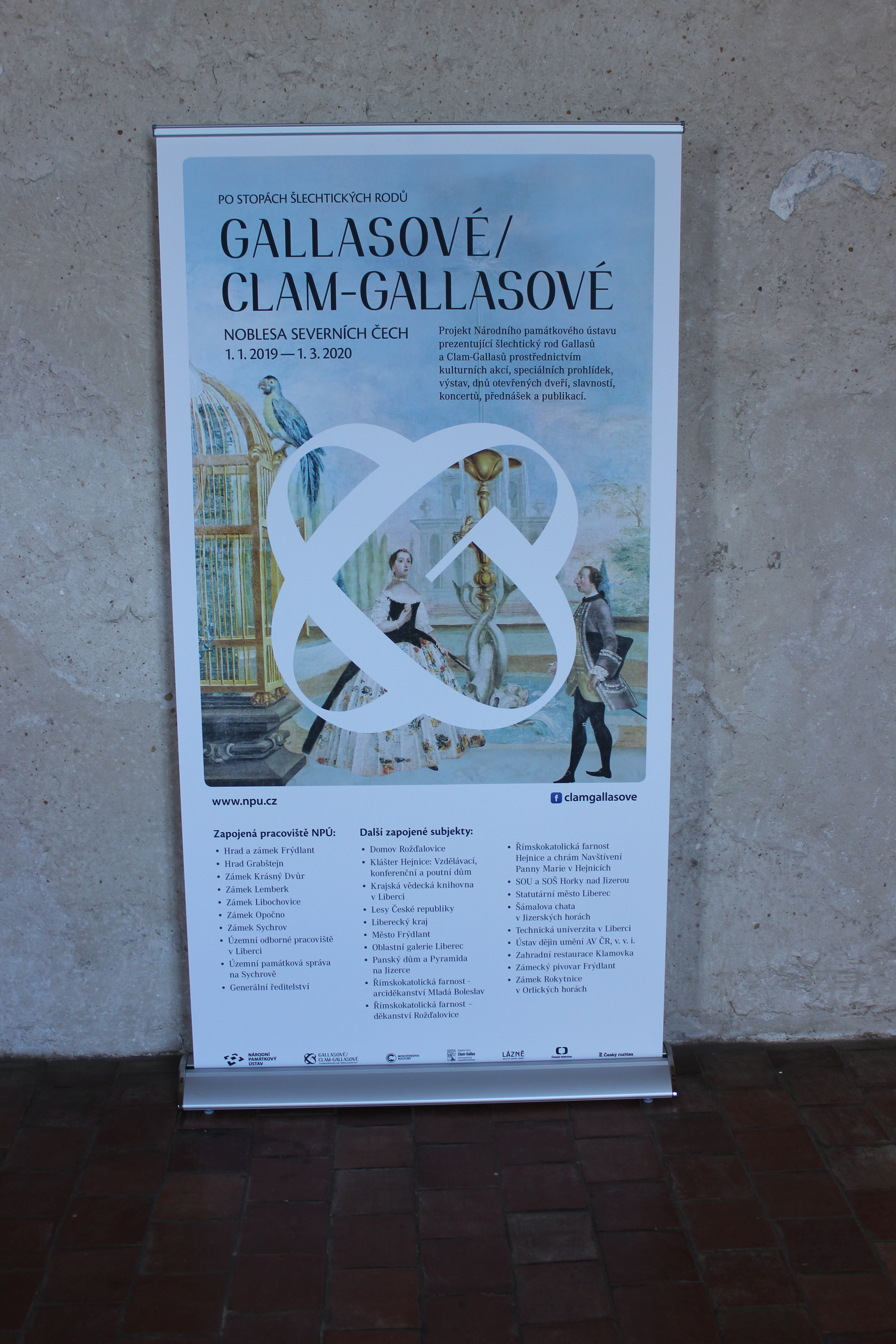
Rollup vytvořený pro prezentaci Roku Gallasů a Clam-Gallasů

Rok Gallasů a Clam-Gallasů (Gallasové a Clam-Gallasové: Noblesa severních Čech) byl projekt Národního památkového ústavu, téma Po stopách šlechtických rodů na rok 2019. Za cíl si kladl přiblížit šlechtický rod Gallasů, resp. Clam-Gallasů. Nad projektem převzali patronát ministr kultury a Nadační fond Clam-Gallas Stiftungsfonds (Christine Edina Kelly a Agathe Maria Széchényi).

## Organizace
Koordinace akce se ujala NPÚ, Územní památková správa na Sychrově, pod kterou spadají tři hlavní clam-gallasovská sídla v majetku státu (Frýdlant, Grabštejn, Lemberk). Hlavní část přípravných prací probíhala od roku 2018. Řešitelský tým působil ve složení:
Hlavní řešitel: PhDr. Miloš Kadlec, ředitel NPÚ, ÚPS na Sychrově
Hlavní koordinátorka: Mgr. Lucie Bidlasová (koordinaci převzala na začátku roku 2019, kdy musel ze zdravotních důvodů předat povinnosti spojené s projektem Bc. Jan Rucz)
Grafická spolupráce: MgA. Jáchym Šerých
Členové realizačního týmu: Ing. arch. Iva Bártová (kastelánka státního hradu Grabštejn), Mgr. Renata Černá (kastelánka státního zámku Lemberk), Mgr. Tomáš Kořínek (NPÚ, ÚPS na Sychrově, od roku 2019 kastelán státního zámku Opočno), PhDr. Jana Pavlíková (kastelánka státního hradu a zámku Frýdlant), Mgr. Petr Janák (NPÚ, ÚPS na Sychrově), Mgr. Kateřina Rainišová (NPÚ, ÚPS na Sychrově), Mgr. Adam Rejha (NPÚ, ÚPS na Sychrově), Mgr. Jana Svobodová (NPÚ, ÚPS na Sychrově), Mgr. Vladimír Tregl (NPÚ, ÚPS na Sychrově), Bc. Petr Ťažký (NPÚ, ÚPS na Sychrově).

### Zapojené instituce

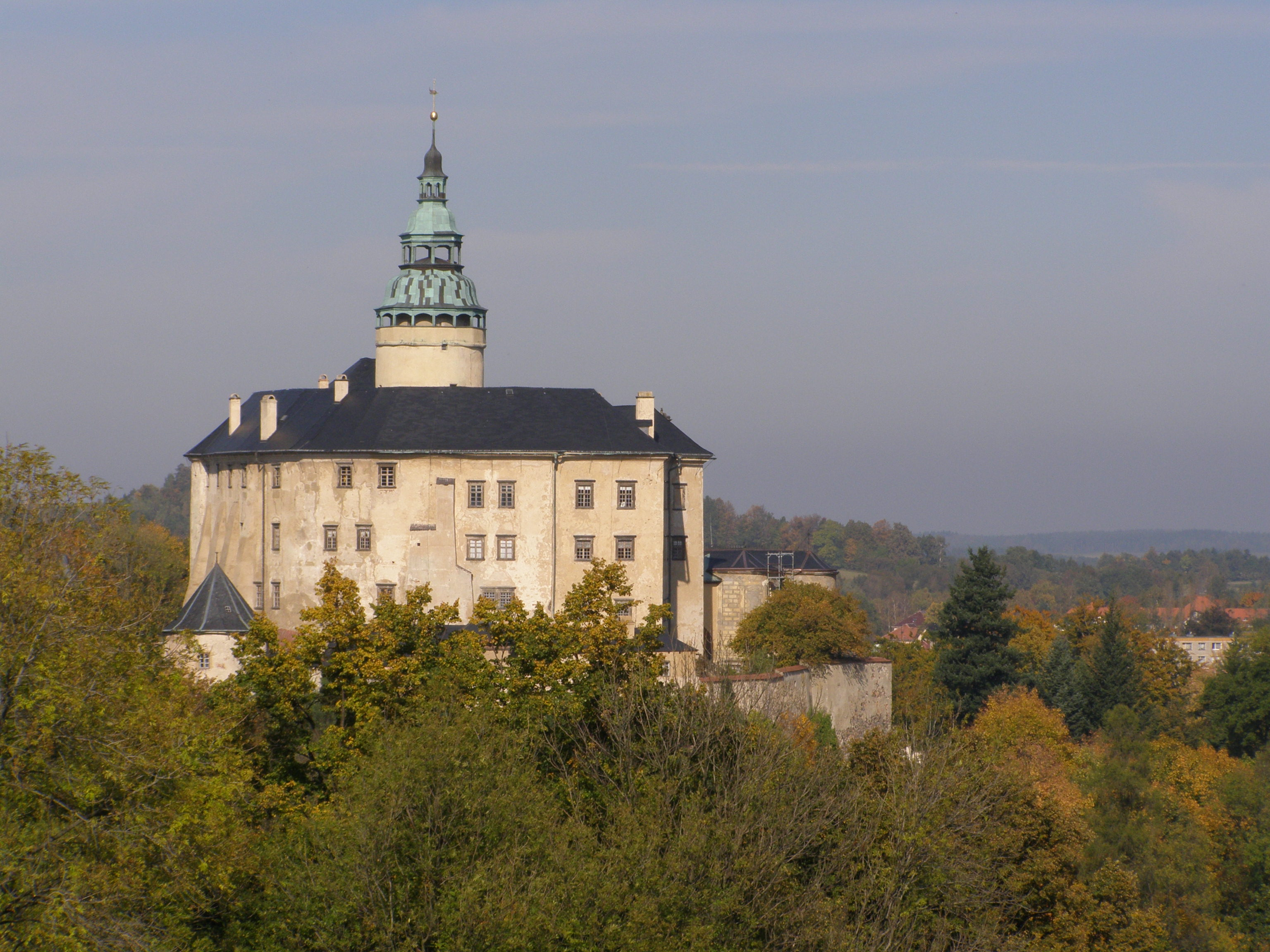
Hrad Frýdlant

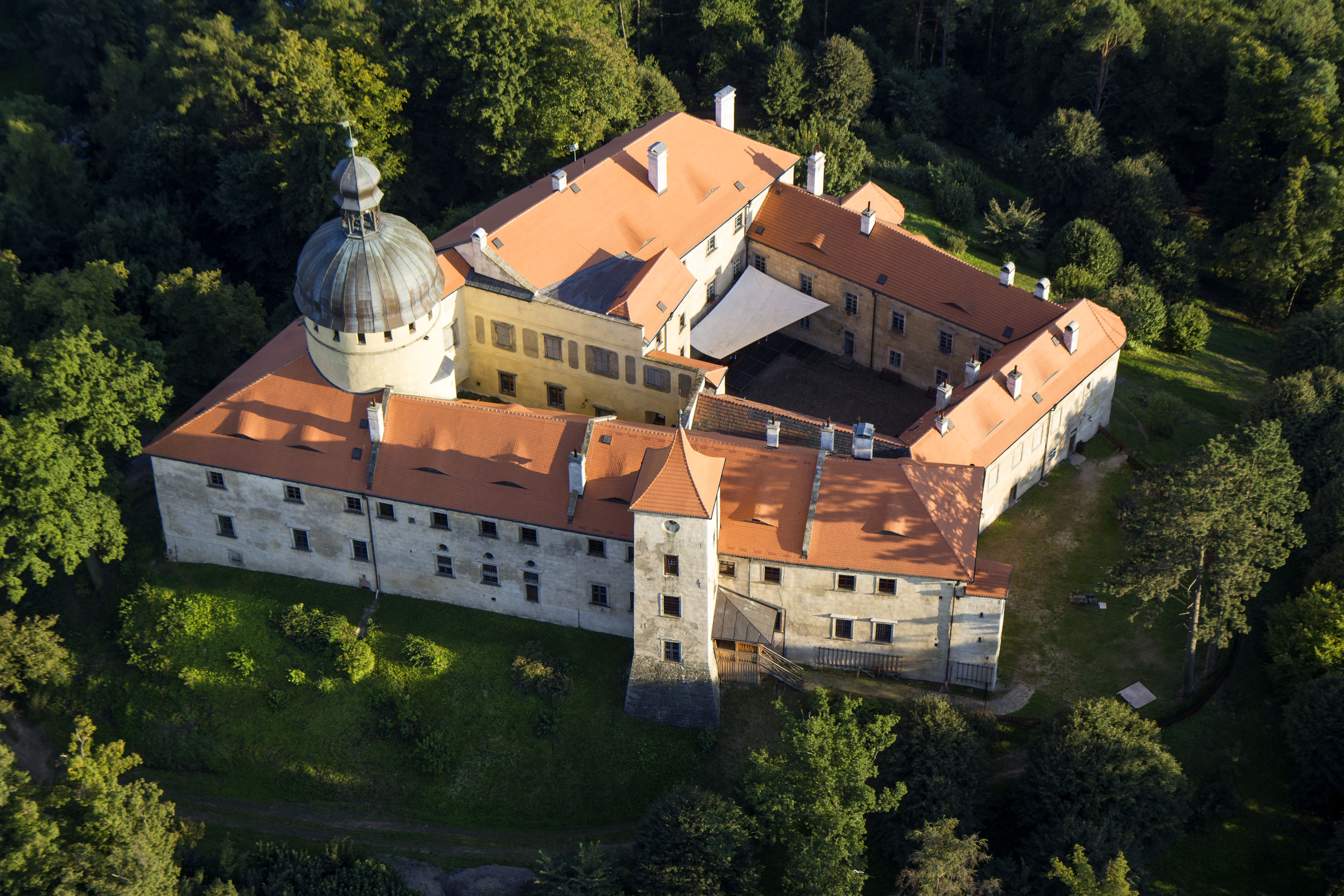
Hrad Grabštejn

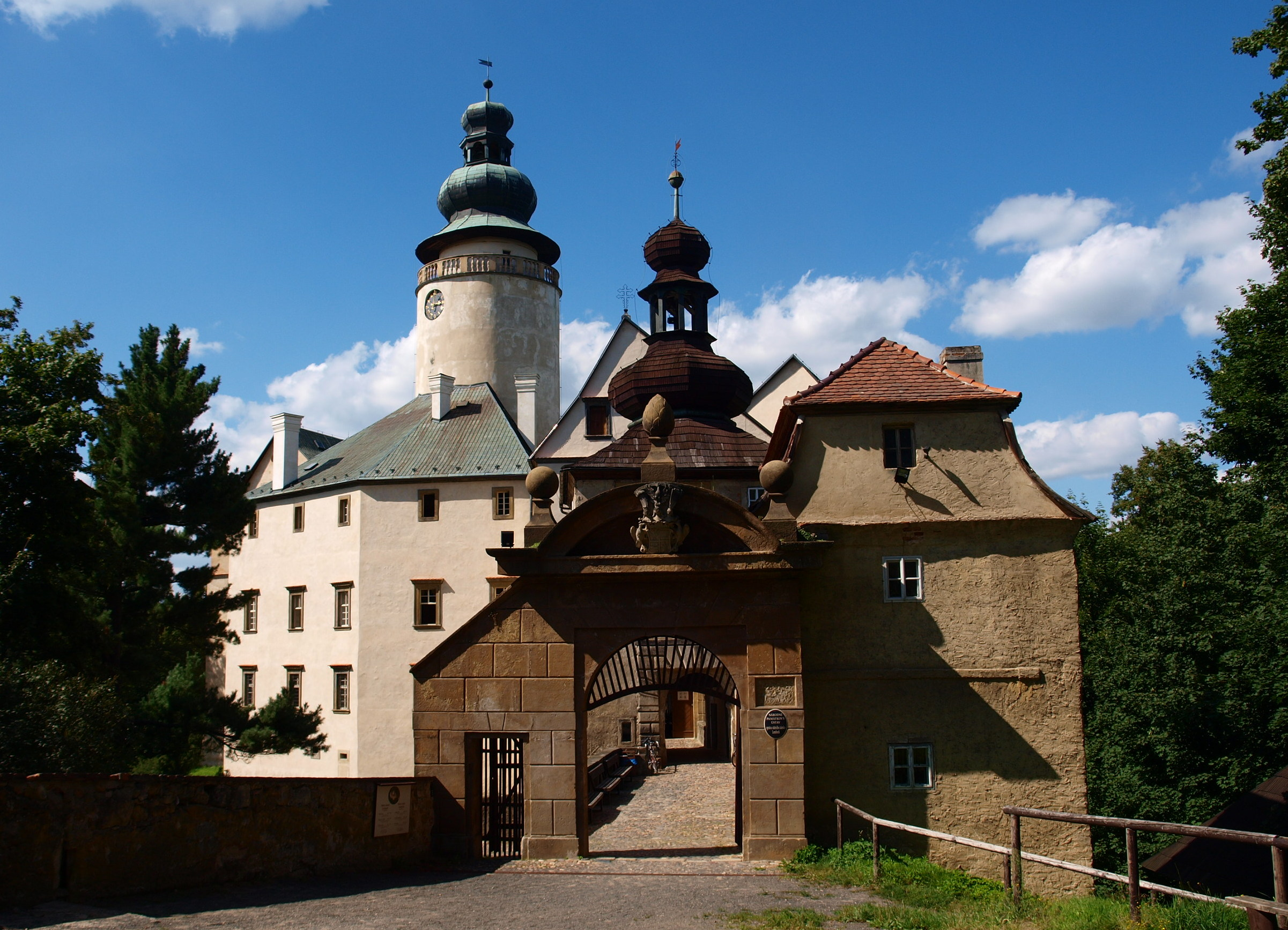
Zámek Lemberk

Do projektu se zapojila tato pracoviště NPÚ:
- Hrad a zámek Frýdlant
- Hrad Grabštejn
- Zámek Lemberk
- Zámek Krásný Dvůr
- Zámek Libochovice
- Zámek Opočno
- Zámek Sychrov
- Generální ředitelství, ÚPS na Sychrově, ÚOP v Liberci

Další zapojené subjekty:
- Domov Rožďalovice
- Klášter Hejnice
- Krajská vědecká knihovna v Liberci
- Lesy České republiky
- Liberecký kraj
- Město Frýdlant
- Oblastní galerie Liberec
- Panský dům a Pyramida na Jizerce
- Římskokatolická farnost – arciděkanství Mladá Boleslav
- Římskokatolická farnost – děkanství Rožďalovice
- Římskokatolická farnost Hejnice
- SOŠ a SOU Horky nad Jizerou
- Statutární město Liberec
- Šámalova chata
- Technická univerzita v Liberci
- Ústav dějin umění Akademie věd České republiky
- Zahradní restaurace Klamovka
- Zámecký pivovar Frýdlant
- Zámek Rokytnice v Orlických horách

## Prezentace vědeckých výsledků
O rodu Gallasů a Clam-Gallasů a jejich působení v severních Čechách připravil Vladimír Tregl syntetickou práci Gallasové / Clam-Gallasové: Noblesa severních Čech.
K roku 2019 se podařilo uzavřít vědecké projekty spojené s Clam-Gallasy a prezentovat je v rámci Roku Gallasů a Clam-Gallasů. Jedná se zvlášť o projekt Územního odborného pracoviště NPÚ v Liberci a Lesů České republiky věnovaného dokumentaci hraběcích obor v Jizerských horách – výstava měla vernisáž v září 2019 a k ní vyšla doprovodná publikace Hraběcí obory. Liberecký historik Milan Svoboda vydal v roce 2019 česko-německou knihu věnovanou poslednímu mužskému členu rodu Franzi Clam-Gallasovi. Na základě „znovuobjevených“ plánů reprezentačních kočárů Jana Václava Gallase v mobiliárním fondu SHZ Frýdlant byl rekonstruován jednak model (3D tisk modelu prezentován na výstavě Spravedlnost bez bázně) a Martin Krummholz připravil knihu Parádní kočáry hraběte Gallase o tomto nálezu.

## Akce během roku

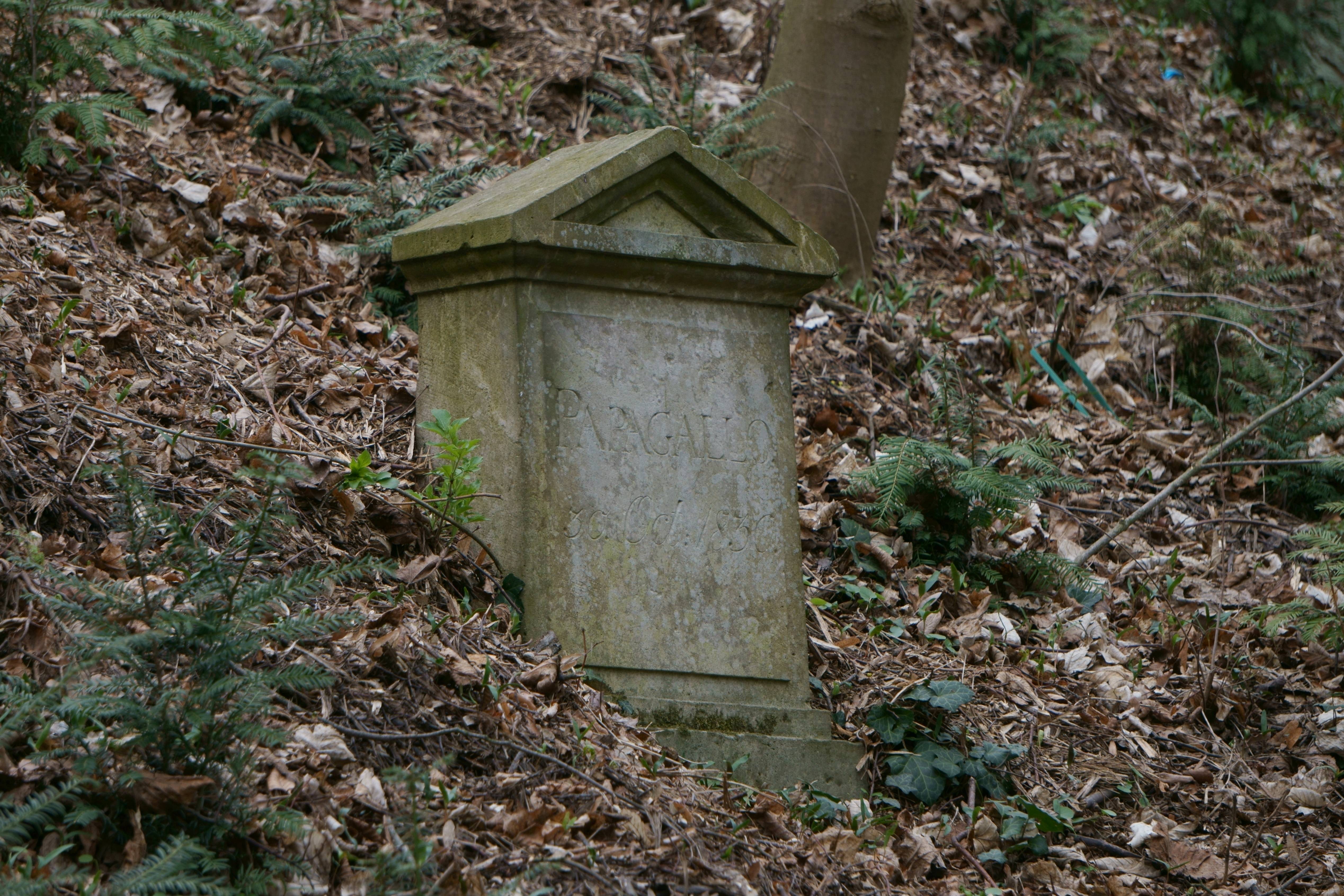
Hrob papouška na zámku Grabštejn (ve vojenském prostoru) – motiv papouška byl zvolen pro grafickou prezentaci projektu

Během roku zapojené instituce připravovaly veřejné akce, ať již dlouhodobější výstavy, či kratší denní realizace (včetně rozšířených a doplněný akcí typu „otevřených dveří“).
Největší z proběhlých akcí byla Hradozámecká noc, jejíž konání má tradici z minulých let a v rámci projektu byla pojatá premiérově přes celý den (jako jakýsi „Hradozámecký den“), aby se do akce mohly průběžně zapojit všechny stěžejní clam-gallasovské objekty, tedy Lemberk, Frýdlant a Grabštejn.
Zvláštností byly tzv. cykloprohlídky po clam-gallasovských panstvích pod vedením odborníka na prezentaci památek Vladimíra Tregla.
V průběhu roku připraveny přednášky, které se konaly např. v Krajské vědecké knihovně v Liberci či v Mezinárodním centru duchovní obnovy Hejnice. Programy pro děti byly připraveny jako tematické dny dětí na Grabštejně a Lemberku. Ve spolupráci s Územním odborným pracovištěm v Liberci byla návštěvníkům mimořádně zpřístupněna Bredovská zahrada, ve které se uskutečnilo několik komentovaných prohlídek pod vedením Mgr. Renaty Tišerové.

### Výběrový přehled kalendáře
(výběr)
- březen 2019: projekt slavnostně zahájen v Nostickém paláci
- 1. 4. – 31. 10.: Přes sezónu byla instalována na zámku v Bredovském letohrádku výstavy přibližující státní zámek Lemberk po roce 1918
- 13. 4.: O víkendu před Mezinárodním dnem památek byla uspořádán na hradě Grabštejně speciální prohlídka, jednak s rozšířeným výkladem stavební historie hradu a jednak s možností navštívit veřejně nepřístupného vojenského prostoru užívaného Centrem vojenské kynologie
- 23. 4.: Clam-Gallasové a první zpřístupněná památku ve střední Evropě, speciální prohlídka hradního muzea na Frýdlantě
- 4. 6.: Speciální prohlídka zámecké knihovny Gallasů a Clam-Gallasů, na hradě a zámku Frýdlant
- 9. 6.: Josef Blecha, přednáška o vrchním zahradníkovi Clam-Gallasů na zámku Libochovice
- 14. 7., 28. 7., 11. 8.: Ve třech termínech byly uspořádány pod vedením Vladimíra Tregla tzv. cykloprohlídky po třech clam-gallasovských panstvích, které umožnily vidět jednotlivé tři státní hrady a zámky v kontesyt jejich panství během výletu na kolech.
- 17. 7.: Den otevřených dveří Domova důchodců v Rožďalovicích s představením nepřístupného zámku
- 31. 8.: „Hradozámecký den“ s programem na clam-gallasovských hradech a zámcích Lemberk (dopoledne), Frýdlant (odpoledne), Grabštejn (noc)
- 6. 9.: Hraběcí obory, představení výsledku výzkumu obor s výstavou v klášteře v Hejnicích
- 28. 9.: Den otevřených dveří SOŠ a SOU Horky nad Jizerou s představením nepřístupného zámku
- 13. 12. – 1. 3. 2020: Výstava Spravedlnost bez bázně: Gallasové a Clam-Gallasové v Čechách v Oblastní galerii Liberec ukazující nejdůležitější artefakty ze sbírek NPÚ vztahující se k rodu
- 29. 2.: V klášteře v Hejnicích proběhla na závěr roku děkovná mše svatá – requiem za členy rodů Gallasů a Clam-Gallasů, hlavním celebrantem byl kněz vídeňské arcidiecéze Heinrich Doblhoff-Dier

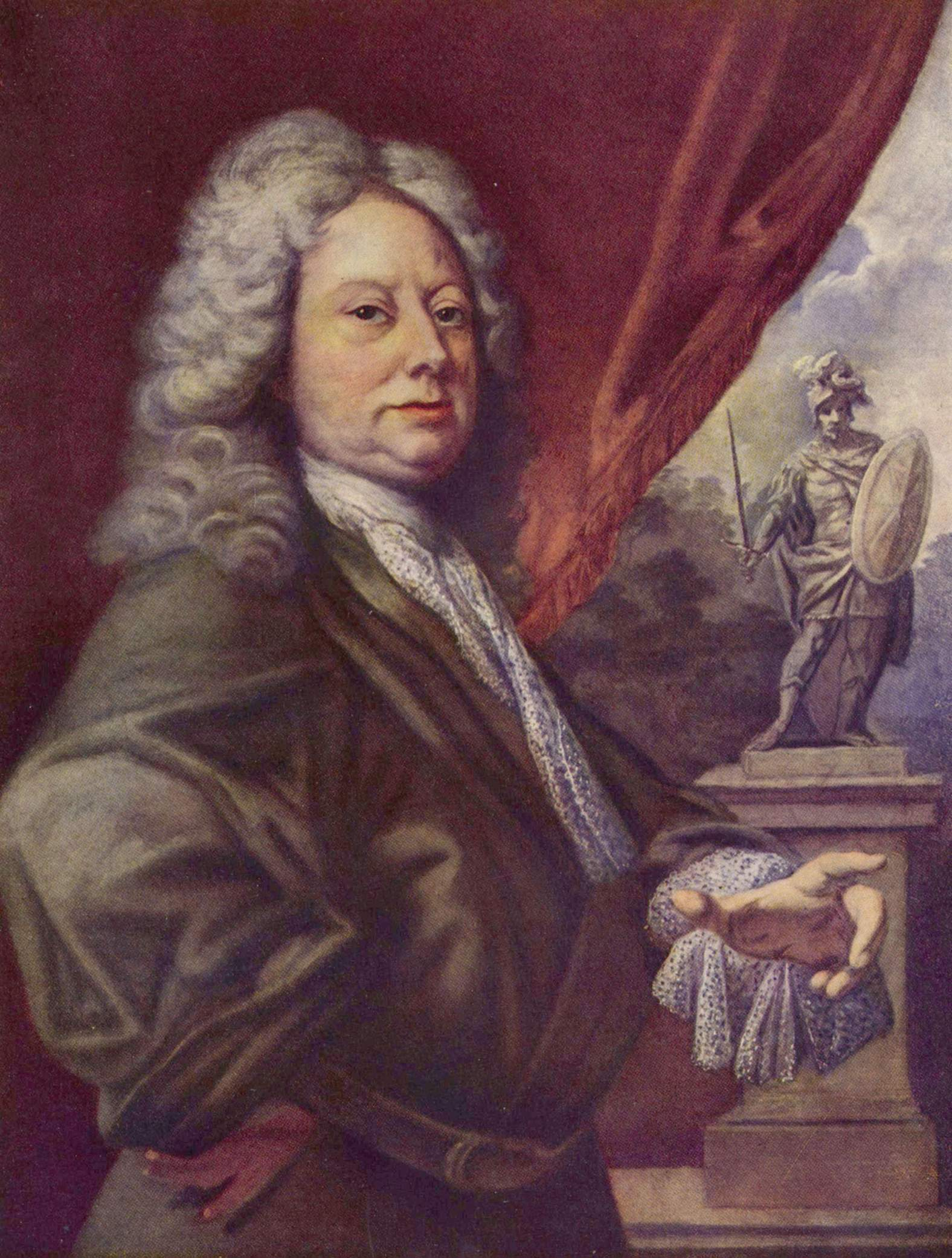
Portrét Františka Antonína Šporka od Petra Brandla ze SHZ Frýdlant

## Spravedlnost bez bázně

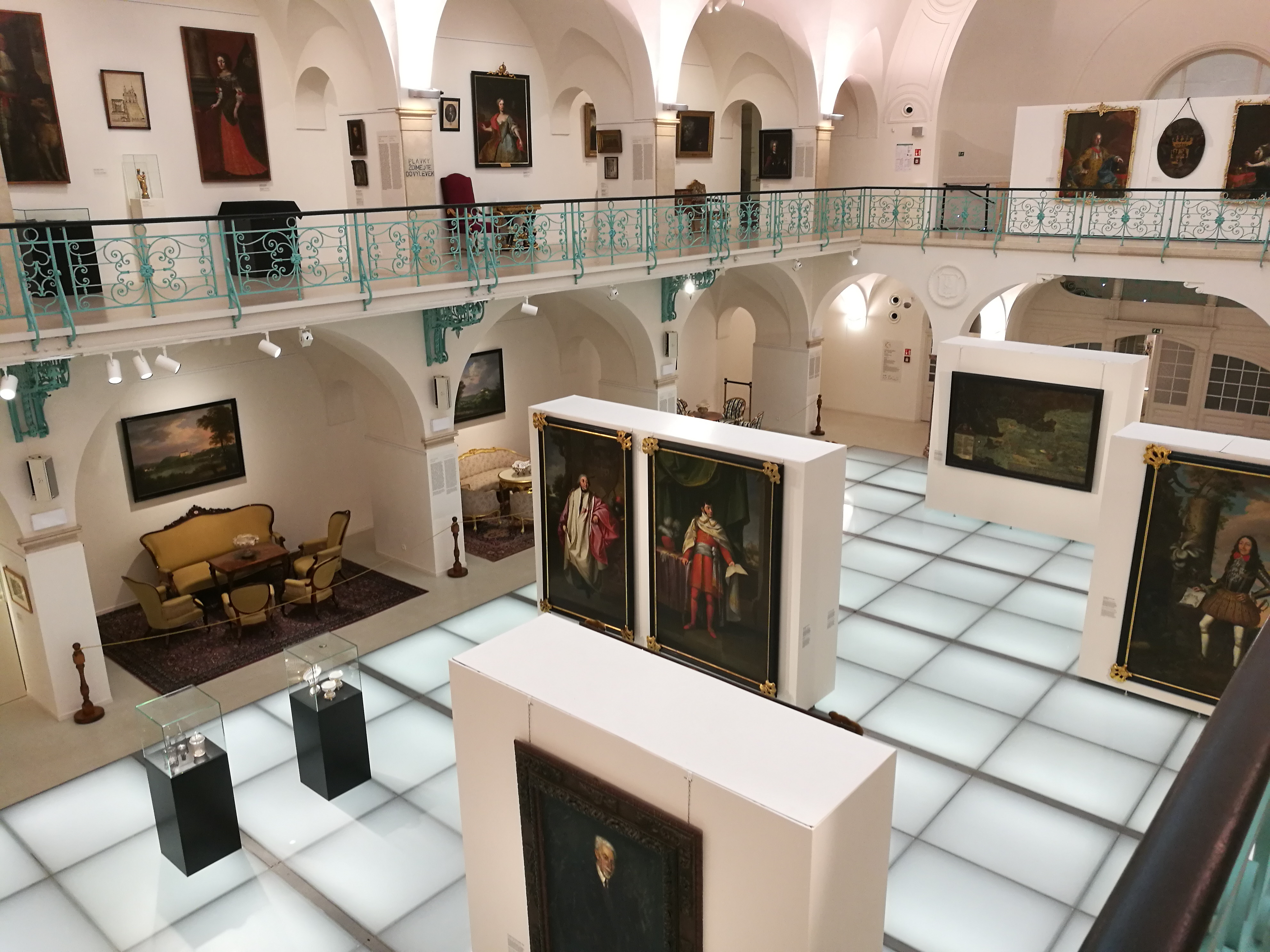
Podoba výstavy z ochozu bývalého bazénu

V rámci projektu byla na konci roku 2019 uspořádána výstava s názvem Spravedlnost bez bázně, která vznikla ve spolupráci s Oblastní galerií Liberec, Ústavem dějin umění AV ČR a Technickou univerzitou v Liberci. Vernisáž proběhla 12. prosince, výstava trvala poté od 13. prosince do 1. března 2020. Autorem (kurátorem) výstavy byl Vladimír Tregl, pomoc za galerii zajišťovala Anna Habánová, dále spolupracovali na realizaci Lucie Bidlasová, Martin Havlíček, Tomáš Kořínek, Martin Krummholz, Jaromír Náměstek, Jan Rucz, Milan Svoboda, Jana Svobodová, Petr Ťažký, Petr Weiss, Samí Abdul Nour, Luboš Kořínek.
Jádro výstavy tvořily předměty z mobiliářů tří clamgallasovských objektů, včetně rozměrných portrétů z tzv. galerie předků vystavovaných v Rytířském sále SHZ Frýdlant, dále Globicova mapa frýdlantského panství a portrét Františka Antonína Šporka od Petra Brandla. Na výstavě byla prezentována i Hejnická madona z kláštera Hejnice.
Byly zde také vystaveny plány parádního kočáru Jana Václava Gallase, včetně 3D tisku modelu podle těchto plánů. Frýdlant, Grabštejn a Lemberk byly také prezentovány stylizovanými „pokojíčky“, haptickými plány a velkými skládacími modely v tzv. edukační zóně.